# 迈话
邁話是一種不確定隸屬關係的漢語變體，主要分佈於海南崖县（今三亞市）。《中国语言地图集》中被划入粤语，但实际上并不能确定其亲缘关系。约有1.5万使用者。:23—34

## 分类
江荻等学者认为迈话是粤语、客家话-赣语和海南闽语的混合语言。

## 分布
迈话分布在下列地区。
- 三亚市西北部凤凰镇羊栏村（5千）
- 妙林乡林家村和妙山村（6千）
- 崖城镇水南村、拱北村等地（约1千）

回辉话就分布在迈话的西边。西南方是说儋州话的海波村。